# I miei pensieri (Gianni Celeste)
I miei pensieri è un album del cantante siciliano Gianni Celeste, cantato in lingua napoletana, pubblicato nel 2006.

## Tracce
1. Dai
2. L'avevi capito
3. Io senza te
4. Pensieri
5. Incancellabile
6. Chella ca s'arrobba o core
7. Maimà e ciù ciù
8. Canzone và
9. E sò celeste
10. Annammorate